# Região Geográfica Intermediária de Corumbá
A Região Geográfica Intermediária de Corumbá é uma das três regiões intermediárias do estado brasileiro de Mato Grosso do Sul e uma das 134 regiões intermediárias do Brasil, criadas pelo Instituto Brasileiro de Geografia e Estatística (IBGE) em 2017. É composta por 13 municípios, distribuídos em três regiões geográficas imediatas.
Sua população total estimada pelo Instituto Brasileiro de Geografia e Estatística (IBGE) para 1º de julho de 2018 é de 361 691 habitantes, distribuídos em uma área total de 131 050,917 km².
Corumbá é o município mais populoso da região intermediária, com 110 806 habitantes, de acordo com estimativas de 2018 do Instituto Brasileiro de Geografia e Estatística (IBGE).

## Regiões geográficas imediatas
| Região geográfica imediata                         | Municípios                                                                   | População Estimativa 2018 | Área (km²)  |
| -------------------------------------------------- | ---------------------------------------------------------------------------- | ------------------------- | ----------- |
| Região Geográfica Imediata de Corumbá              | Corumbá Ladário                                                              | 133 774                   | 65 062,484  |
| Região Geográfica Imediata de Jardim               | Bela Vista Bonito Caracol Guia Lopes da Laguna Jardim Nioaque Porto Murtinho | 119 393                   | 38 088,719  |
| Região Geográfica Imediata de Aquidauana-Anastácio | Anastácio Aquidauana Bodoquena Miranda                                       | 108 524                   | 27 899,714  |
| Total                                              | 13                                                                           | 361 691                   | 131 050,917 |